# إنريكو فيراتشي
إنريكو فيراتشي (بالإيطالية: Enrico Verachi)‏ (18 يناير 1990 بنوورو في إيطاليا - ) هو لاعب كرة قدم إيطالي في مركز الوسط. لعب مع نادي كالياري و وASD Victor San Marino ‏.